# Butzbach
Butzbach is een plaats in de Duitse deelstaat Hessen, gelegen in de Wetteraukreis. De stad telt 26.476 inwoners.

## Geografie
Butzbach heeft een oppervlakte van 106,6 km² en ligt in het centrum van Duitsland, iets ten westen van het geografisch middelpunt.
Butzbach bestaat uit de delen Bodenrod, Butzbach (kernstad), Ebersgöns, Fauerbach vor der Höhe, Griedel, Hausen, Hausen-Oes, Hoch-Weisel, Kirch-Göns, Maibach, Münster, Nieder-Weisel, Ostheim, Pohl-Göns en Wiesental.
Altenstadt ·
Bad Nauheim ·
Bad Vilbel ·
Büdingen ·
Butzbach ·
Echzell ·
Florstadt ·
Friedberg (Hessen) ·
Gedern ·
Glauburg ·
Hirzenhain ·
Karben ·
Kefenrod ·
Limeshain ·
Münzenberg ·
Nidda ·
Niddatal ·
Ober-Mörlen ·
Ortenberg ·
Ranstadt ·
Reichelsheim (Wetterau) ·
Rockenberg ·
Rosbach v.d. Höhe ·
Wölfersheim ·
Wöllstadt